# اندرس تونیز
اندرس تونیز (انگلیسی: Andrés Túñez؛ زادهٔ ۱۵ مارس ۱۹۸۷) بازیکن فوتبال اهل ونزوئلا است.
از باشگاه‌هایی که در آن بازی کرده‌است می‌توان به باشگاه فوتبال بوریرام یونایتد، باشگاه فوتبال بیتار اورشلیم، باشگاه فوتبال الچه، و باشگاه فوتبال سلتاویگو اشاره کرد.
وی همچنین در تیم ملی فوتبال ونزوئلا بازی کرده‌است.